# Osojnica
Osojnica (makedonska: Осојница) är ett vattendrag i Nordmakedonien. Det rinner genom kommunen Vinica, i den östra delen av landet, 90 km öster om huvudstaden Skopje.